# Comté de Two Hills No 21
Le Comté de Two Hills No 21 (anglais : Two Hills County No. 21) est un district municipal de 3,160 habitants en 2011, situé dans la province d'Alberta, au Canada.

## Démographie
| 2001  | 2006  | 2011  | 2016  |
| ----- | ----- | ----- | ----- |
| 2 614 | 2 801 | 3 160 | 3 322 |